# Ineke Moerman
Ineke Moerman (Kampen, 14 mei 1966) is een Nederlands presentator en journalist.
Ineke Moerman ging na haar opleiding aan de Academie voor de Journalistiek in Kampen als verslaggever en later ook presentator werken bij Radio Rijnmond. In 1995 maakte zij de overstap naar Hilversum en werd zij verslaggever bij het NPS-programma Nieuws op 1 dat in september van dat jaar opgaat in het Radio 1 Journaal. Eerst werkte zij er alleen als verslaggever, later ging zij ook presenteren.
Vier jaar later stapte Ineke Moerman over naar RTV Rijnmond en ook hier wordt zij eerst verslaggever en daarna presentator.
In 2004 riep de radio weer. Ineke Moerman werd een van de presentatoren van het nachtelijke NCRV-interviewprogramma Casa Luna op Radio 1. Niet lang daarna werd Moerman ook vaste invalpresentator bij het Radio 1 Journaal.
Een goede presentator is voor Ineke Moerman “iemand die de luisteraar de oren doet spitsen. Belangrijk vind ik dat in live interviews niet alleen de juiste vragen worden gesteld, maar dat het niet gaat kabbelen. Dat geïnterviewden geprikkeld worden, zodat er voor de luisteraar iets ‘gebeurt’."
Zij is nog steeds verbonden aan RTV Rijnmond maar maakte uiteindelijk in mei 2023 wel bekend er een punt achter te zetten.